# ایباسیتابین
ایباسیتابین (به انگلیسی: Ibacitabine) با فرمول شیمیایی C9H12IN3O4 یک ترکیب شیمیایی با شناسه پاب‌کم 65050 است. که جرم مولی آن ۳۵۳٫۱۱۳۷۵ گرم بر مول می‌باشد. 